# Jack Garratt
Jack Garratt (* 11. Oktober 1991 in Little Chalfont/Buckinghamshire) ist ein englischer R&B-Pop-Musiker.

## Karriere
Jack Garratts Mutter war Grundschulmusiklehrerin und er selbst bekam früh Musikunterricht. Mit 13 Jahren bewarb er sich in England für den Junior Eurovision Song Contest. Der Vorentscheid wurde auch im Privatfernsehen übertragen, er belegte jedoch den letzten Platz. Später begann er eine Lehrerausbildung und machte daneben Aufnahmen für ein eigenes Album. Doch schließlich gab er alles auf und beschloss, sich voll und ganz der Musik zu widmen und einen eigenen Weg zu gehen.
Er schrieb eigene Songs und fand ein professionelles Management, das ihn mit Island Records zusammenbrachte. 2014 hatte er mit der Single I Couldn’t Want You Anyway einen Interneterfolg. Er trat bei BBC Introducing und dem BBC Future Festival auf, er war Musiker beim Reading Festival und Support Act von Mumford and Sons. Daneben hatte er schon einige EPs veröffentlicht und für 2016 war sein Debütalbum vorgesehen. Aus der BBC-Prognose Sound of 2016 ging Garratt als Sieger hervor und bei den BRIT Awards war er Critics’ Choice. Ende Februar 2016 erschien dann das Album Phase und war international erfolgreich: in Großbritannien erreichte er Platz 3, in der Schweiz und Australien die Top 10 und auch in den US-Charts war er vertreten.

## Diskografie
Alben
- Phase (2016)
- Love, Death & Dancing (2020)

EPs
- Remnants (2014)
- Remnix (2014)
- BBC Music: Huw Stephens Session (2015)
- Synesthesiac (2015)
- Apple Music Festival, London 2015 (2015)
- Love, Death & Dancing, Vol. 1 (2020)
- Love, Death & Dancing, Vol. 2 (2020)

Lieder
- I Couldn’t Want You Anyway (2014)
- The Love You’re Given (2014)
- Chemical (2015)
- Weathered (2015)
- Breathe Life (2015)
- Worry (2015)
- Surprise Yourself (2016)
- Far Cry (2016)
- Time (2020)
- Better (2020)